# 메리 라로체

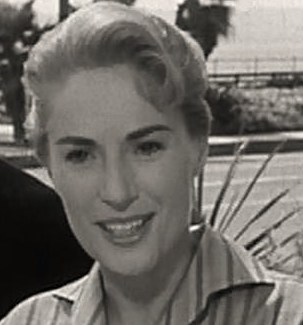

메리 라로체(Mary LaRoche, 1920년 7월 20일 ~ 1999년 2월 9일)는 미국의 배우, 텔레비전 배우, 영화배우, 연극 배우이다.
뉴욕에서 태어났으며 로체스터에서 사망하였다.

## 영화
- 어 보이 콜드 누딘 (1967년)
- 바이 바이 버디 (1963년)
- 레이디스 맨 (1961년)
- 기젯 (1959년)
- 라인업 (1958년)
- 클라크게이블의 위대한 승리 (1958년)
- 페리 메이슨 (1957년)
- 딜론 보안관 (1955년)
- 디즈니랜드 (1954년)
- 캐츠킬 허니문 (1950년)